# Временный совет Российской республики
Предпарла́мент, официально Вре́менный сове́т Росси́йской респу́блики, до 2 (15) октября 1917 года — Всеросси́йский демократи́ческий сове́т — совещательный орган при Временном правительстве. Образован на заседании президиума Демократического совещания 20 сентября (3 октября) 1917 года.

## История создания
Отношение к Предпарламенту ещё в период работы Демократического совещания разделило большевиков на «правых» и «левых»: первые во главе с Л. Б. Каменевым искали в нём возможности мирного развития революции; вторые во главе с Л. Д. Троцким считали, что это подобранное сверху представительство, не отражающее реальное соотношение сил, призвано подменить собою действительное волеизъявление народа, создать опору правительству, неспособному проводить необходимые реформы и не желающему покончить с войной и участие большевиков в Предпарламенте означало бы ничто иное, как поддержку Временного правительства. В ЦК голоса разделились примерно поровну.
19 сентября (2 октября) 1917 года Демократическое совещание приняло резолюцию против создания правительства в коалиции с кадетами, причём против коалиции голосовала большая часть эсеров и меньшевиков.
20 сентября (3 октября) вопрос об участии большевиков в Предпарламенте был вынесен на решение фракции большевиков в Демократическом совещании с участием членов Петроградского комитета РСДРП(б), где сторонники бойкота Предпарламента оказались в меньшинстве (50 против 77). Президиум Совещания решил выделить из его состава Всероссийский демократический совет, он же Временный совет Российской республики (Предпарламент), пропорционально численности его групп и фракций. Он призван был стать вплоть до Учредительного собрания представительным органом, перед которым должно было быть ответственно Временное правительство.
23 сентября (6 октября) состоялось первое заседание Предпарламента. Лидер большевиков В. И. Ленин, скрывающийся в подполье, узнал о том, что в партии обсуждался вопрос о бойкоте партией работы Предпарламента и поддержал сторонников Троцкого, после чего внутрипартийное соотношение сил изменилось в пользу бойкота.

## Состав
Первоначально общее число членов Предпарламента определялось в 313 (из расчета 15 % от каждой фракции и группы Демократического совещания). Однако новое коалиционное Временное правительство, образованное 25 сентября (8 октября) изменило его состав; в Предпарламент включались также представители так называемых цензовых организаций и учреждений (партии кадетов, торгово-промышленных объединений и др.). Число членов увеличилось до 555. По неполным данным, в него вошли 135 эсеров, 92 меньшевика, 75 кадетов, большевики получили 58 мандатов, 30 — народные социалисты. По свидетельству лидера кадетов П. Н. Милюкова, на первом заседании «члены Совета говорили друг другу, осматриваясь по сторонам: хорошо, если Учредительное собрание будет не хуже этого!» Произведённое правительством изменение состава Предпарламента добавило аргументов сторонникам его бойкота в партии большевиков.
«Конституция предпарламента — писал впоследствии лидер фракции РСДРП(м) в Предпарламенте Ф. И. Дан — вследствие сопротивления правительства, была сильно изуродована по сравнению с первоначальными предположениями ЦИК. Вопреки этим предположениям, Совет Республики формально получил лишь права совещательного органа.»
Председателем Предпарламента был избран правый эсер Н. Д. Авксентьев.
Однако, по свидетельству самого Дана, создать «демократическое правительство» не удалось и в Демократическом совещании, при наличии левого большинства и виновны в том были отнюдь не большевики. «Главная причина неудачи, — пишет Дан, — заключалась в позиции, занятой группами „не советской“ демократии. При подробном обсуждении положения с представителями этих групп обнаружилось, что они несколько иначе смотрят на подписанную в Москве программную декларацию, чем я и значительное число ближайших моих товарищей по ЦИК»

## Демарш большевиков
7 (20) октября 1917 г. ознаменовалось скандалом, который член Предпарламента Н. Н. Суханов назвал «пистолетным выстрелом большевиков». Троцкий от имени фракции большевиков огласил декларацию, объяснявшую, почему большевики не считают возможным участвовать в этом предприятии. Речь Троцкого постоянно прерывалась негодующими криками со стороны правых и центра, когда же, после оглашения декларации, большевики покидали зал, большинство, по свидетельству Н. Н. Суханова, махало им вслед руками: «Скатертью дорога!» — полагая, что ничего серьёзного не произошло: для предпарламентского большинства это была «кучка, которую можно было ликвидировать путём репрессий». Левые же были удручены произошедшим: для них, по словам Суханова, это была «подавляющая часть рвущегося в бой, пышущего классовой ненавистью пролетариата, а также истерзанной солдатчины, а также отчаявшихся в революции крестьянских низов» — левые понимали, что большевики уходят «на баррикады». Ф. Дан по этому поводу писал:
Открытым призывом к восстанию был уход большевистской фракции из предпарламента и декларация, прочитанная при этом случае Троцким. Этот уход не только с формальной стороны мешал нашей работе по созданию чисто демократической власти на почве деятельности предпарламента — тем, что затруднял образование левого большинства — но и по существу ставил эту работу, требовавшую для своего завершения известного времени, под сомнение — тем, что приближал катастрофу и даже в случае образования демократического правительства заранее ставил его под ожесточенные удары слева.

Свой отзыв о демарше большевиков оставил и лидер кадетов П. Н. Милюков:
Они говорили и действовали как люди, чувствующие за собой силу, знающие, что завтрашний день принадлежит им... Так первый день Совета уже бросил луч света на ожидавшую его судьбу. „Когда сопоставляешь начало и финал торжественного дня“, замечала на другой день одна газета, „то невольно приходишь к выводу, что и новый Совет республики, и стремящееся опереться на него правительство только тогда сумеют вывести страну из настоящего состояния всё возрастающей анархии, когда у министров будет столько же решимости и воли к действию, сколько её у товарища Троцкого...“

## Повестка дня
Самым больным вопросом было положение на Северо-Западном фронте: овладев Рижским заливом, немцы опасно приблизились к столице; но спор о программе оздоровления армии (разработанной ещё Корниловым и отвергнутой военным министром А. И. Верховским), по мере того, как становилось всё более очевидным нежелание армии воевать, превратился в спор о войне и мире. Предложения заключить всеобщий демократический мир союзники отклоняли; к сепаратному миру с державами Четверного союза в то время даже большевики склонялись с большим трудом. С другой стороны, возникли опасения, что союзники заключат мир с Германией за счёт России. Решительным противником продолжения войны выступил А. И. Верховский, заявивший в Предпарламенте: «Всякие попытки продолжать войну только приблизят катастрофу».
Таким образом, от проблемы оздоровления армии Предпарламент плавно переходил к другому вопросу повестки дня — о назначенной на вторую половину октября конференции союзников в Париже, а точнее — о том, с чем должна ехать в Париж российская делегация. После ухода большевиков их роль взяли на себя небольшие фракции левых эсеров и левых меньшевиков; от их имени Ю. О. Мартов настаивал на немедленном предложении мира и заключении перемирия на всех фронтах.
М. И. Скобелев, которого правые социалисты избрали своим представителем на парижской конференции, предложил компромиссную формулу: «Ближайшим и неотложным шагом Временного правительства должно быть предложение союзникам огласить цели, за которые они будут вынуждены вести войну и за отсутствием которых они готовы будут завтра же сложить оружие и тем самым сделать достоянием истории старые соглашения». Далее социалисты предлагали «переход от пассивной политики умалчивания к открытым деятельным шагам и открытое предложение от имени всех союзников противной стороне немедленно приступить к обсуждению условий мира».

Правительство, которое в Предпарламенте представлял министр иностранных дел М. И. Терещенко, такой шаг навстречу сочло недостаточным; однако, как свидетельствует П. Н. Милюков, прения по внешней политике на заявлении Терещенко оборвались:
Совету оставалось жить два дня — и эти два дня были наполнены заботами не о достойном России представительстве за границей, а о том, чтобы как-нибудь справиться с вновь налетевшим внутренним шквалом, грозившим затопить всё...

## Конец Предпарламента
Во второй половине октября 1917 года Предпарламент будоражили слухи о грядущем выступлении большевиков; правые обвиняли министра-председателя в нерешительности, Военно-революционный комитет Петроградского совета, в свою очередь, ждал провокации со стороны правительства. Наконец, 23 октября А. Ф. Керенский созвал совещание министров, на котором было решено признать самочинное образование Военно-революционного комитета преступным деянием. В ночь на 24 октября правительством были закрыты газеты большевиков, а также издания тех правых течений, которые Керенский квалифицировал как «правый большевизм».
Выступая 24 октября в Предпарламенте, министр-председатель констатировал в городе «состояние восстания» и сообщил, что уже предложил «произвести соответствующие аресты». В то же время правительство изъявило готовность по-своему исполнить то, за что боролись левые социалисты: решить вопрос о «передаче временно, до Учредительного собрания, земель в распоряжение и управление земельных комитетов», на предстоящей конференции поставить перед союзниками «вопрос о необходимости решительно и точно определить задачи и цели войны, то есть вопрос о мире». Предложив, наконец, Совету республики ответить на вопрос, «может ли Временное правительство исполнить свой долг с уверенностью в поддержке этого высокого собрания», Керенский удалился, не дожидаясь голосования.
Объявленный перерыв для совещания фракций затянулся на несколько часов; П. Н. Милюков утверждает, что правая часть Предпарламента была единодушна: «необходимо тотчас же, без прений, вынести, по возможности значительным большинством, требуемый правительством решительный вотум осуждения восстания и поддержки правительства»; в левой части собрания о безоговорочной поддержке не могло быть и речи.
Вместо смелого приступа к решению основных политических и социальных вопросов момента, — писал впоследствии Дан, — решению, которое могло бы укрепить власть, подводя под неё прочный фундамент народных симпатий, правительство, возглавляемое Керенским, увлеклось чисто формальной идеей создания „сильной власти“, опирающейся неизвестно на что и на кого: последние 2 - 3 месяца существования Временного Правительства целиком наполнены стараниями его разрешить задачу квадратуры круга — создать правительству опору в виде военных сил, которые сами неудержимо разлагались вследствие утраты надежды на скорое заключение мира. Отсюда — непрерывный ряд трагикомических эпизодов, вплоть до всевозможных недоразумений с Корниловским восстанием, и вечно обманутые надежды и мечтания... Понятно, почему отношение социалистических партий к политике коалиционных правительств становилось, выражаясь мягко, всё более критическим, а после Демократического Совещания — зачастую и прямо враждебным.
По свидетельству Суханова, Мартов предлагал предъявить правительству ультимативные требования, правые меньшевики и эсеры настаивали на «условной поддержке» — в той мере, в какой правительство будет исполнять свои обещания; сам Суханов считал, что если и можно ещё изменить ход событий, то лишь одним-единственным способом: отказать в доверии и отправить правительство в отставку раньше, чем его свергнет Военно-революционный комитет. Тем более не желали поддерживать кабинет Керенского левые эсеры, фактически представлявшие в Предпарламенте ВРК: когда заседание возобновилось, Б. Д. Камков от имени левых эсеров потребовал немедленной отставки правительства и формирования демократической власти. Но во избежание победы правых даже самым решительным противникам правительства пришлось голосовать за «условную поддержку», с выдвижением ряда требований. Небольшим большинством голосов эта формула и была принята; правительство такое голосование расценило как вотум недоверия.
Утром 25 октября, когда переворот был уже свершившимся фактом, Авксентьев собрал членов президиума Совета для обсуждения создавшегося положения. После полудня, когда стали собираться другие члены Предпарламента, Мариинский дворец был уже оцеплен, а президиуму был передан приказ немедленно разойтись.
Никакой попытки... оставить организованный орган или группу членов, чтобы реагировать на события, не было сделано, — пишет Милюков. — В этом сказалось общее сознание бессилия этого эфемерного учреждения и невозможность для него, после принятой накануне резолюции, предпринимать какие бы то ни было совместные действия.